# Ne Zha (film)
Pour les articles homonymes, voir Zha et Ne Zha 2.
Série
Ne Zha 2
Pour plus de détails, voir Fiche technique et Distribution.
Ne Zha (哪吒之魔童降世, Nezha zhi motong jiangshi, litt. « Naissance de l'enfant démon Nezha ») est un film d'animation fantastique chinois écrit et réalisé par Yu Yang et sorti le 26 juillet 2019 en Chine. Le scénario est librement inspiré de L'Investiture des dieux attribué à Xu Zhonglin.
Le film suit Nezha, un jeune garçon, qui est né d'une perle céleste du Seigneur du ciel (en). Doté de pouvoirs surnaturels et redoutables, il se retrouve comme un paria, détesté et craint. Destiné par la prophétie à détruire le monde, il doit choisir entre le bien et le mal afin de briser les chaînes du destin et devenir un héros.
Il est premier au box-office chinois de 2019 durant quatre semaines d'affilée et est le premier film d'animation chinois en 3D à sortir au format IMAX.
Nezha est, avec Sun Wukong, l'un des deux personnages les plus populaires de la mythologie chinoise, ce-dernier ayant également fait l'objet d'un film d'animation à succès en 2015 : Monkey King: Hero Is Back.

## Synopsis
Une Perle du Chaos, née des essences primordiales, commence à siphonner les énergies avec gourmandise. Tianzun envoie ses disciples Taiyi Zhenren et Shen Gongbao pour maîtriser la perle sensible. En raison de sa capacité à absorber l'énergie, Taiyi et Shen sont incapables de prendre le dessus. Finalement, Yuanshi Tianzun sépare la perle en deux composants opposés : la perle spirituelle et l'orbe démoniaque. Tianzun place une malédiction céleste sur l'orbe démoniaque : dans trois ans, il sera détruit par un puissant coup de foudre. Tianzun demande alors à Taiyi de prendre la perle spirituelle pour se réincarner en tant que troisième fils de Li Jing, qui sera nommé Ne Zha.
Shen conspire pour voler la perle spirituelle et dans la bataille qui s'ensuit, l'orbe démoniaque est placé sur l'autel rituel à la place, obligeant Lady Yin, la femme de Li Jing, déjà enceinte, à donner naissance à un enfant, Ne Zha, dont la nature démoniaque est manifeste. Taiyi leur annonce que le sort de Ne Zha est scellé : dans trois ans, la malédiction céleste placée sur l'orbe démoniaque le tuera malgré tout. Li se rend au paradis avec Taiyi pour tenter de plaider pour la vie de Ne Zha, mais on lui dit que la malédiction est irrévocable.
Pendant ce temps, Shen apporte la Perle Spirituelle volée au Roi Dragon afin qu'il se réincarne en son fils, Ao Bing. Les dragons sont contraints de servir de geôliers de la Cour céleste et mènent une existence infernale au fond de l'océan. Ils espèrent accéder à une existence plus noble à travers la nature bénie d'un fils né de la Perle Spirituelle. Le Roi Dragon autorise Shen à prendre Ao Bing comme élève.
Pour apprivoiser sa nature démoniaque et lui offrir une vie heureuse, les parents de Ne Zha lui mentent, lui faisant croire qu'il est né de la Perle Spirituelle et qu'il est destiné à être un grand chasseur de démons. Sous la tutelle de Taiyi, le petit Ne Zha acquiert des pouvoirs extaordinaires. Impatient et intrépide, Ne Zha s'échappe de ses confins pour chasser les démons. En poursuivant un démon aquatique, il incendie accidentellement un village de pêcheurs. Au cours du combat, Ao Bing intervient, mais Ne Zha parvient à vaincre le démon avec ruse, sauvant ainsi Ao Bing et une petite fille. Malgré son acte héroïque, il est mal compris par les villageois en colère et, frustré, il s’en prend violemment à eux, blessant plusieurs personnes.
Pour redorer son image, la famille Li organise une somptueuse fête d’anniversaire en son honneur, bien que les habitants, encore méfiants, soient hésitants à y assister. Avant la célébration, Shen rend visite à Ne Zha et lui révèle la vérité sur son origine. Bouleversé et empli de rage, Ne Zha libère sa véritable forme démoniaque et manque de tuer son propre père. Il est cependant arrêté de justesse par Ao Bing. Se sentant trahi par sa famille et son entourage, Ne Zha choisit alors de s’isoler, attendant son destin.
Shen avertit que si sa tromperie est révélée à Taizun, non seulement il serait puni, mais tous les dragons seraient condamnés à jamais. Ne voulant pas trahir son espèce, Ao Bing prend alors une décision radicale : il fait tomber une gigantesque plaque de glace sur la ville pour éliminer tous les témoins. Pendant ce temps, Ne Zha découvre que son père, en tentant de plaider sa cause auprès des Cieux, a secrètement cherché un enchantement lui permettant de sacrifier sa propre vie pour sauver celle de son fils. Profondément touché par cet acte, Ne Zha décide de retourner au village afin d’arrêter Ao Bing. Libérant toute l’étendue de sa nature démoniaque, il parvient à vaincre Ao Bing mais choisit de l’épargner, le considérant comme son seul véritable ami.
Alors que la foudre céleste descend sur lui, Ne Zha accepte son sort, mais à sa grande surprise, Ao Bing le rejoint. Ensemble, ils activent le pouvoir de la Perle du Chaos, capable d’absorber l’énergie. Toutefois, leurs corps mortels sont trop fragiles pour contenir la puissance de la foudre divine. Pour empêcher la destruction de la ville par l’explosion d’énergie, Taiyi intervient et scelle les deux jeunes hommes. Bien que leurs corps physiques soient anéantis, leurs âmes survivent sous forme spirituelle. Reconnaissant leur sacrifice et leur dimension divine, les habitants s’agenouillent, témoignant de leur reconnaissance.
Dans une scène mi-générique, le Roi Dragon jure de se venger des habitants de Chentangguan pour ce qui est arrivé à Ao Bing. La scène post-générique présente le personnage de Jiang Ziya dans un lieu mystérieux.

## Fiche technique
- Titre original : 哪吒之魔童降世
- Titre international : Ne Zha
- Réalisation : Yu Yang
- Scénario : Yu Yang
- Musique : Wan Pin Chu
- Production : Wei Yunyun et Liu Wenzhang
- Société de production : Chengdu Coco Cartoon
- Société de distribution : Beijing Enlight Pictures (en)
- Pays d’origine :  Chine
- Langues originales : mandarin
- Format : couleur
- Genres : animation et fantastique
- Durée : 110 minutes
- Dates de sortie :
  -  Chine : 26 juillet 2019

## Distribution
- Lu Yanting : Nezha enfant, fils de Li jing et Madame Yin.
- Joseph : Nezha adolescent.
- Han Mo : Ao Bing, le troisième fils du Roi-dragon.
- Chen Hao : Li jing (en), le seigneur de Chentangguan. Il devient un père noble prêt à sacrifier sa vie pour sauver son fils Nezha.
- Lü Qi : Madame Yin (en), la mère de Nezha.
- Zhang Jiaming : Taiyi Zhenren (en), le maître de Nezha, un immortel taoïste vivant sur le mont Kunlun (en).
- Yang Wei : Shen Gongbao (en).

## Production

### Scénario
Le film raconte les origines mythologiques de Nezha, qui est une divinité protectrice dans la religion traditionnelle chinoise, et son histoire est vaguement basée sur L'Investiture des dieux, un texte de la dynastie Ming, traditionnellement attribué à Xu Zhonglin, qui intègre divers mythes existants dans un récit plus large.
Le personnage de Nezha est déjà apparu dans au moins deux films d'arts martiaux hongkongais, tous deux sortis en 1950, et l’histoire de sa naissance magique et de ses aventures enfantines a déjà été adapté à l'écran plusieurs fois, que ce soit seul (comme dans le dessin-animé Le prince Nezha triomphe du roi Dragon de 1979) ou dans le cadre d'adaptations de l'ensemble de L'Investiture des dieux (comme dans le film League of Gods de 2016).

### Pré-production
Le réalisateur Yu Yang (Jiaozi) a passé deux ans au total à écrire le scénario et le film est resté en production pendant trois ans,,.

### Animation
Le film contient plus de 1 318 effets spéciaux fournis par 20 studios chinois employant plus de 1 600 personnes. Une scène à elle seule a pris deux mois,.